# 楚海涛
楚海涛（1967年—），男，汉族，山东嘉祥人，中华人民共和国政治人物，中国共产党党员，第十二届全国人民代表大会贵州地区代表。

## 生平
楚海涛毕业于北京航空航天大学工业工程专业。2013年，担任全国人大代表。